# Reinhold Callmander

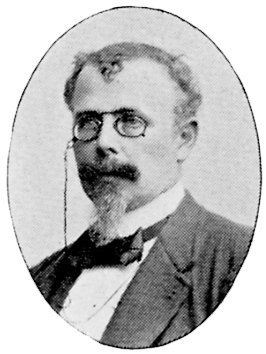
Reinhold Callmander, Foto aus einem zeitgenössischen Lexikon

Carl Reinhold Constantin Callmander (* 25. Dezember 1840 in Örebro, Schweden; † 1. November 1922 in Bollebygd bei Göteborg, Schweden) war ein schwedischer Genre-, Porträt-, Wand- und Glasmaler der Düsseldorfer Schule, Illustrator, Möbelgestalter und Kunstlehrer.

## Leben

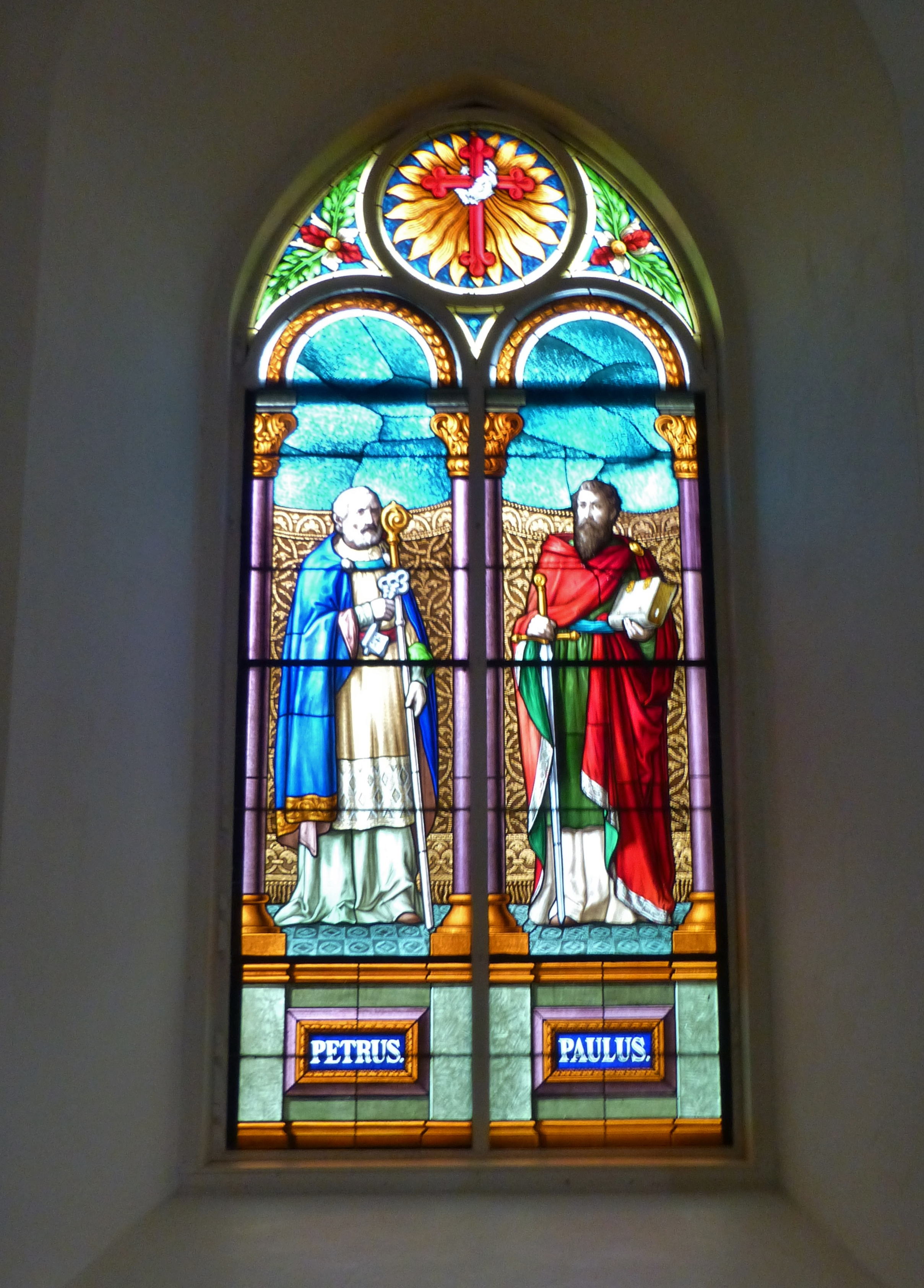
Glasfenster mit Darstellung der Apostel Petrus und Paulus in der Kirche von Ljungby

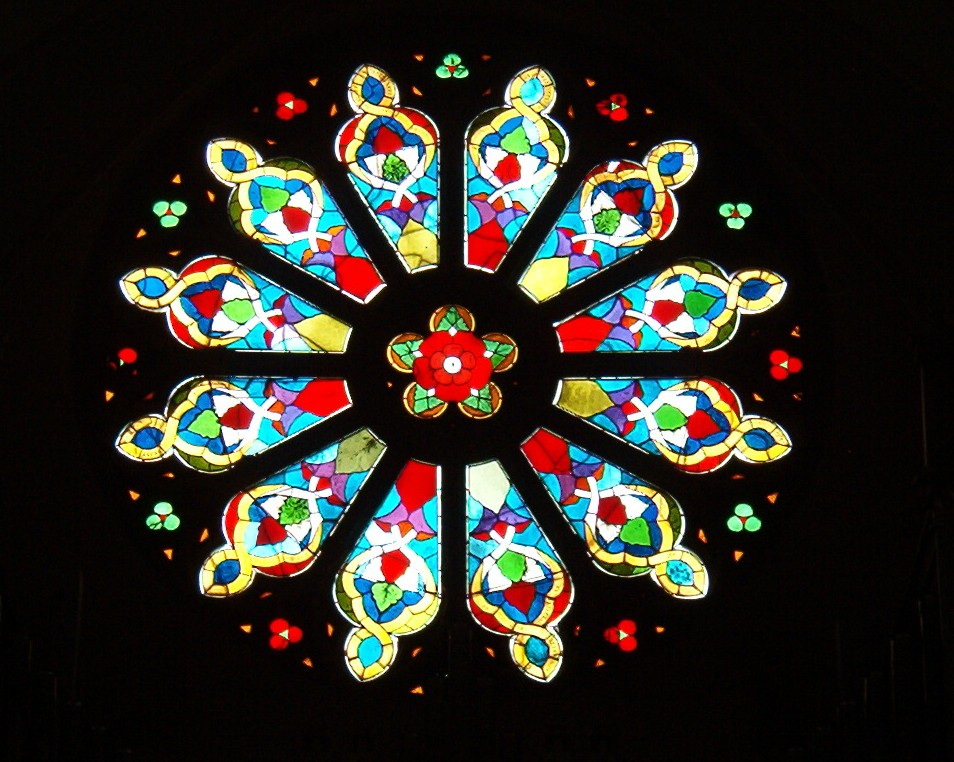
Rosettenfenster in der Oscar-Fredriks-Kirche, Göteborg

Callmander, Sohn des Pfarrers und Malers Carl Jacob Callmander (1814–1864) und dessen Frau Sofia Amalia Matilda Schmidt, zog nach dem Abitur nach Stockholm, wo er von 1860 bis 1861 bei dem Dekorationsmaler Fredrik Liljeblad (1833–1909) in die Lehre ging. Im Schuljahr 1861/1862 besuchte er die Kunstakademie Düsseldorf, wo Andreas Müller und Ludwig Heitland seine Lehrer waren. Mittels eines königlichen Stipendiums, das ihm von Karl XV. und dessen Mutter, der Königin Josephine, gewährt worden war, studierte er von 1862 bis 1865 an der Kunstakademie Antwerpen und in Paris. 1873 ging er erneut nach Antwerpen. 1875 schrieb er sich an der Königlichen Akademie der Bildenden Künste München ein, wo er bis 1877 studierte.
Nach einem Aufenthalt in Schonen ließ er sich 1877 in Göteborg nieder, wo er 1878 zu den Gründern der Künstlergesellschaft Gnistan gehörte und bis 1888 als Konservator und Sekretär des Kunstvereins fungierte. Dort wurde er 1881 außerdem Lehrer für Zeichnen und Ornamentmalerei an der Kunstgewerbeschule. 1884 gehört er zu den Initiatoren einer Reorganisation der Kunsthochschule Valand. Unter dem Künstlernamen Callmus erwarb er sich einen Ruf als Illustrator und Karikaturist. Für den Göteborger Kunstsammler und Mäzen Pontus Fürstenberg (1827–1902) gestaltete er als Dekorationsmaler eine Decke in dessen Palacehuset mit dem Motiv Amor und Psyche. In späteren Jahren spezialisierte er sich auf die Glasmalerei, die er für den Dom zu Uppsala und die Oscar-Fredriks-Kirche in Göteborg sowie eine Vielzahl weiterer Gotteshäuser ausführte. Eine Werkstatt für Glasmalerei, die er 1888 übernommen hatte, entwickelte er so zum führenden Unternehmen seiner Art in Schweden. Charlotta Amalia Maria Lincke (1852–1908), seine erste Ehefrau, mit der er von 1879 bis 1908 verheiratet war, gebar den späteren Architekten Ivar Callmander (1880–1951).